# Крымская площадь
Кры́мская пло́щадь (Кры́мский ры́нок, площадь на Кры́мском Валу́, Пролета́рская площадь) — улица на Садовом кольце Москвы между Зубовским бульваром, Остоженкой, Комсомольским проспектом и Крымским проездом .

## Этимология названия
Крымская площадь получила своё название по местности, где располагался посольский двор крымских татар. Дипломатические отношения с ними начали выстраиваться в XVII веке, после сооружения Земляного вала вокруг Кремля. Послы татар постоянно жили в столице, поэтому для них был возведён двор в Крымских лужниках на современном Крымском Валу, двор разобрали в 1785 году. Площадь появилась после реконструкции местности и получила историческое название.

## История
Исторически на месте современной площади находилась одна из старейших дорог, ведущая к Кремлю, а на месте современного Крымского моста существовал брод через Москву-реку, по которому зачастую переправлялись захватчики. В XVI веке в целях защиты от набегов крымских татар на территории соорудили земляной вал со рвом. В XVII веке после установления дипломатических отношений между народами на северной части вала расположили Крымский двор, где поселили татарских послов. Он был разобран в 1785-м, а через год на месте брода построили деревянный Никольский мост, получивший название Крымский в начале XIX века. В 1820-х годах земляной вал снесли, на его месте образовали улицу, площадь и проезд от неё до моста.
Первое время площадь называли и по Крымскому рынку, который обустроили на месте двора, и по улице Крымский Вал. Изначально на территории размещались Провиантские склады, спроектированные Василием Стасовым и Фёдором Шестаковым. В 1870-е годы на площади на средства профессора Московского университета Павла Леонтьева и редактора газеты «Московские ведомости» Михаила Каткова построили Катковский лицей цесаревича Николая по проекту архитектора Августа Вебера. Историк Александр Фролов так описывает учебное заведение: «Сначала здесь было среднее учебное заведение с лицейскими юридическими классами, позже воспитанники стали получать в этих стенах высшее образование. Учебное заведение строили с ориентиром на Царскосельский лицей».
Во время революционных событий 1917 года Провиантские склады и Катковский лицей служили пунктами обороны правительственных войск. На одном из зданий складов расположена табличка: «Здесь в октябре 1917 года проходили бои Красной гвардии и солдат 193 пехотного запасного полка с юнкерами за захват интендантских складов». Через год после революции площадь переименовали в Пролетарскую, но уже в 1919-м ей вернули историческое название.
В 1935 году на площади открылся павильон станции метро «Парк культуры имени Горького», построенный по проекту архитектора Георгия Крутика. 17 июля 1944 года генерал-полковник Павел Артемьев командовал переводом пленённых немецких военных, которых вели на станцию Канатчиково через Крымскую площадь. По подсчётам историков, колонна состояла из 15 600 человек. В 1949-м на площади открыли второй вестибюль метро «Парк культуры» Кольцевой линии. В 1960-е Провиантские склады приспособили под автобазу Министерства обороны России и в это же время построили Крымскую эстакаду, которая соединила улицу Остоженку с Комсомольским проспектом поверх Садового кольца.
В настоящее время Крымская площадь является в большей степени автомобильной с многополосными магистралями, а для пешеходов отведены небольшие зоны. В здании Катковского лицея с 1985 года находится Дипломатическая академия МИД России, а строение бывших провиантских складов в 2011-м передано объединению «Музей Москвы». В 2015 году московские депутаты предложили переименовать станцию «Парк культуры» Сокольнической линии в «Крымскую площадь», но мэрия отказала заявителям.

## Здания и сооружения
- Дипломатическая академия МИД России (улица Остоженка, дом № 53/2, стр. 1) — расположена в здании бывшего Катковского лицея[12].
- Музей Москвы (Зубовский бульвар, дом 2) — находится на территории бывших Провиантских складов Объект культурного наследия народов РФ федерального значения. Рег. № 771420410090006 (ЕГРОКН)[13].

## Транспорт
- Станции метро «Парк культуры» Кольцевой линии и «Парк культуры» Сокольнической линии
- Автобусы: А, Б, м3, т10, т28, т79